# Corymica deducta
Corymica deducta là một loài bướm đêm trong họ Geometridae.